# Live at the N.E.C.
Live at the N.E.C. är den brittiska rockgruppen Status Quos andra livealbum. Det spelades in 14 maj 1982 på The National Exhibition Centre i Birmingham, England och gavs ut senare samma år.

## Låtlista
1. "Caroline" (Francis Rossi/Rob Young) 5:30
  - Sång: Francis Rossi
2. "Roll Over Lay Down" (John Coghlan/Alan Lancaster/Rick Parfitt/Francis Rossi/Rob Young) 5:42
  - Sång: Francis Rossi
3. "Backwater" (Alan Lancaster/Rick Parfitt) 4:58
  - Sång: Alan Lancaster
4. "Little Lady" (Rick Parfitt) 3:17
  - Sång: Rick Parfitt
5. "Don't Drive My Car" (Andrew Bown/Rick Parfitt) 4:28
  - Sång: Rick Parfitt
6. "Whatever You Want" (Andrew Bown/Rick Parfitt) 4:24
  - Sång: Rick Parfitt
7. "Hold You Back" (Rick Parfitt/Francis Rossi/Rob Young) 4:47
  - Sång: Francis Rossi
8. "Rockin' All Over the World" (John Fogerty) 3:38
  - Sång: Francis Rossi
9. "Over the Edge" (Lamb/Alan Lancaster) 4:38
  - Sång: Alan Lancaster
10. "Don't Waste My Time" (Francis Rossi/Rob Young) 4:22
  - Sång: Francis Rossi